# Nonseum

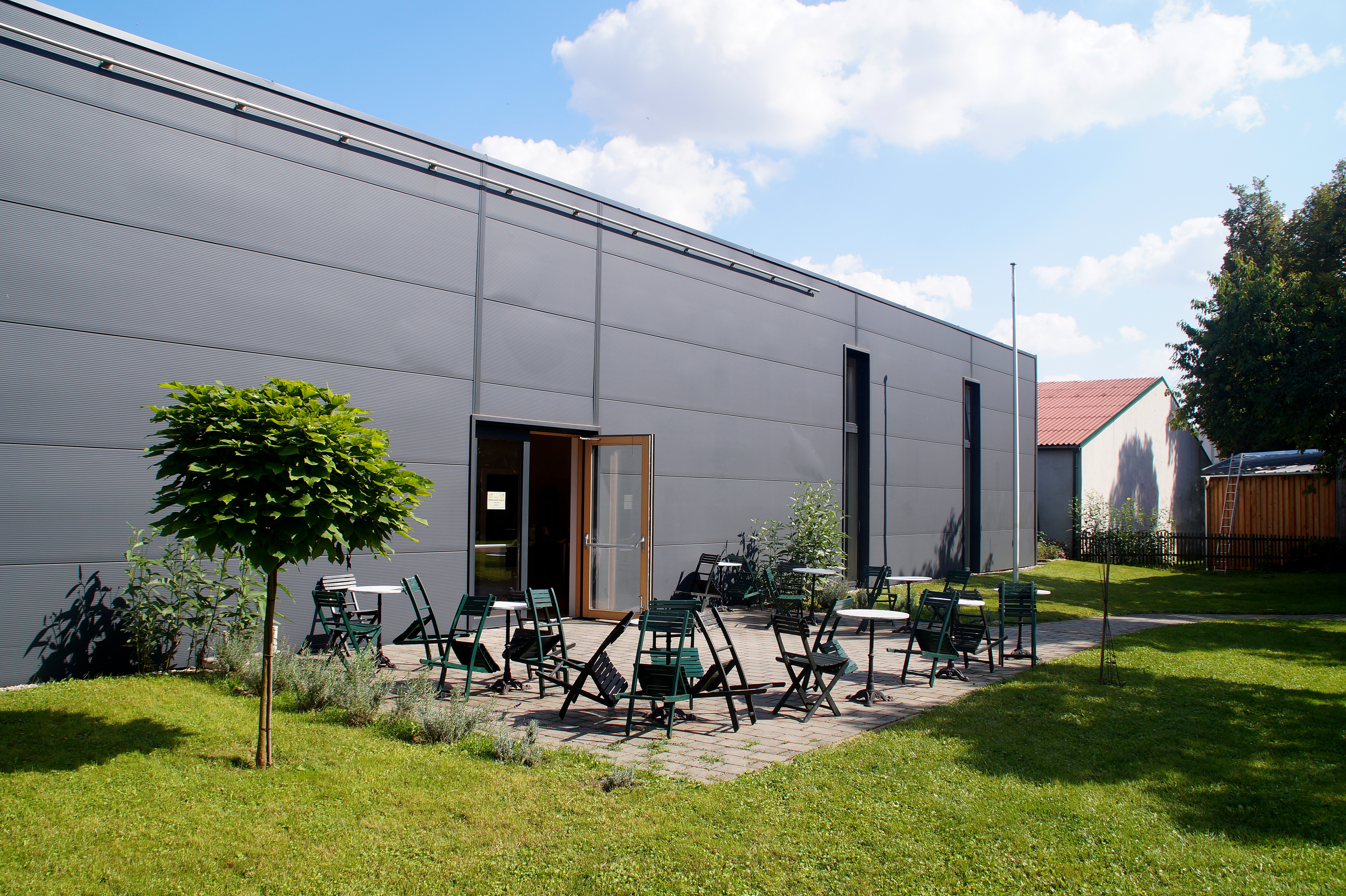
Innenhof des Museums

Das Nonseum ist ein Nonsens-Museum in der Marktgemeinde Herrnbaumgarten im Bezirk Mistelbach in Niederösterreich.

## Geschichte
Das Nonseum präsentiert seit 1994 in einem im Stil eines Weinviertler Dorfstadels errichteten Ausstellungsgebäude rund 250 „Erfindungen, die wir auch nicht brauchen“; so lautet die Definition des Nonseums. Bereits in den Jahren 1984 und 1985 wurden vom späteren Nonseums-Team überregional beachtete Nonsens-Erfindermessen durchgeführt. Das Wort „Nonseum“ ist ein Kofferwort aus „Nonsens“ und „Museum“.

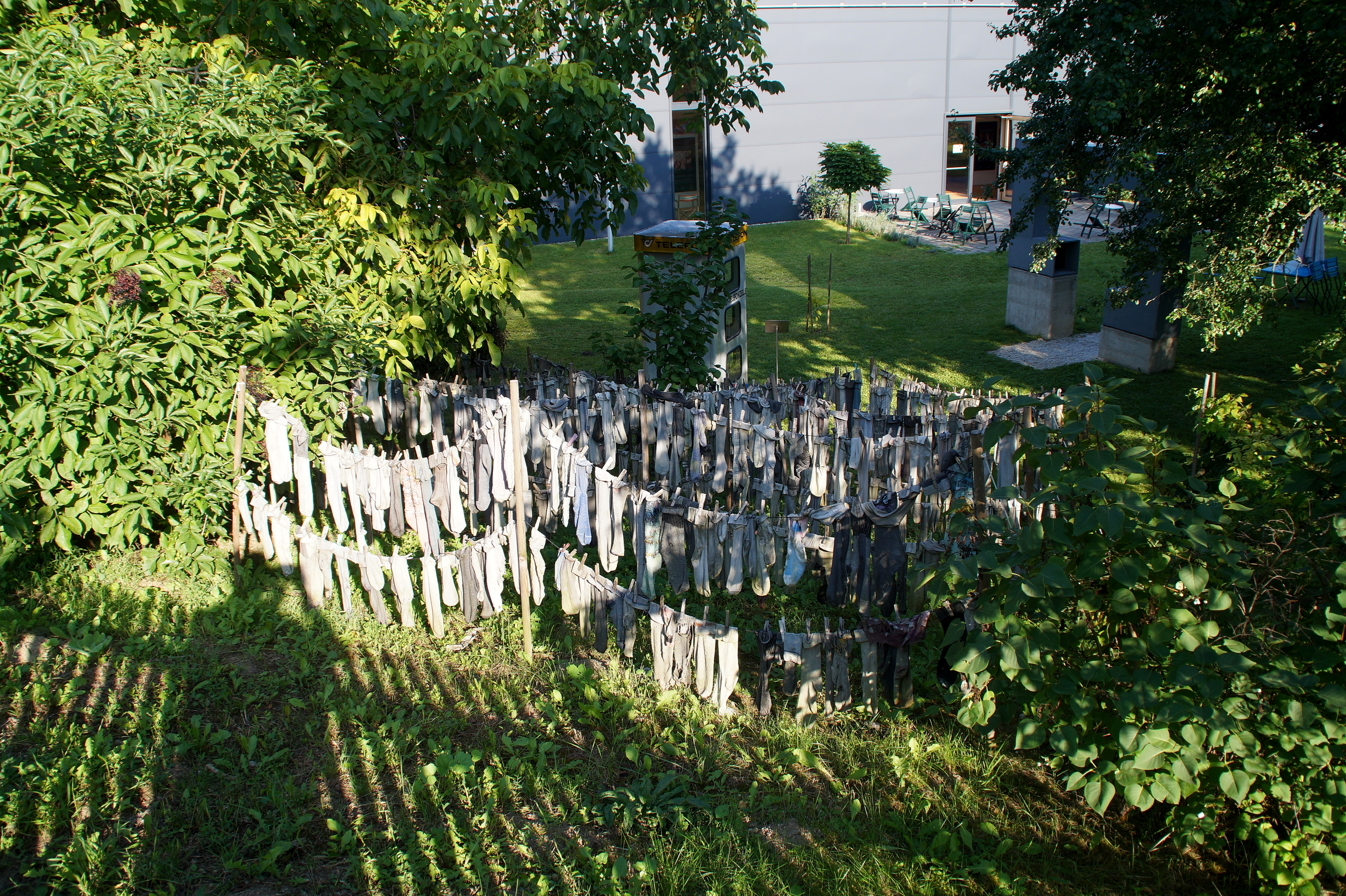
Das Einzelsocken-Mahnmal

Seit dem Jahr 2000 werden im Rahmen des Projekts „ver-rucktes Dorf Herrnbaumgarten“ (umgangssprachlich von verrücken in der Bedeutung die Welt gekonnt von einem anderen Standpunkt aus zu betrachten) vermehrt Nonseums-Objekte im öffentlichen Raum der Gemeinde positioniert, etwa die „Letzte Ruhestätte für den Wackelstein“, das „Denkmal für Lebende“ oder das „Einzelsockenmahnmal“. Auch Beherbergungsbetriebe und die Gastronomie werden schrittweise in das Projekt integriert.

## Beschreibung
Die Institution, zu der auch ein Freilichtbereich und ein Museumskino gehören, geht auf eine Idee des 1991 gegründeten Vereins zur Verwertung von Gedankenüberschüssen zurück, der sich zum Ziel gesetzt hat, auch noch dem letzten Erdenbürger ein Lächeln abzuringen. Infolgedessen sind im Nonseum Objekte wie die Schäfchenzählmaschine oder die Schwarzlichtbirne zu besichtigen, aber auch Erfindungen wie die Parkuhr, die, mit einem wirklichen Uhrwerk versehen, die Anzeige für die Ankunftszeit des abgestellten Wagens ständig aktualisiert – eine Erfindung, die schon von Verkehrsteilnehmern verwendet wurde, um Strafzettel zu vermeiden, aber natürlich nicht legal ist. 

## Filme
- Jahr(?) Otto Grünmandl: Nonsens-Inventur. Der Film wird im Museum laufend gezeigt.[2]

## Leitung
- bis ? Gottfried Umschaid[1]
- seit ? Friedrich Gall